# Ferrocarril de Peñarroya a Puertollano y Fuente del Arco
El ferrocarril de Peñarroya a Puertollano y Fuente del Arco fue una línea férrea española de carácter minero-industrial, que discurría por las provincias de Badajoz, Córdoba y Ciudad Real. El trazado era de vía estrecha, tenía una longitud de unos 216 kilómetros y estuvo parcialmente electrificado.
Este ferrocarril fue construido por la Sociedad Minera y Metalúrgica de Peñarroya (SMMP), con el objetivo de dar salida al tráfico procedente de las minas que controlaba en las zonas de Peñarroya-Pueblonuevo y Puertollano. El trazado fue construido en distintos tramos y fases, quedando completamente finalizado en 1924. En su época llegó a ser una de las líneas férreas de vía estrecha de mayor longitud de España. Además, llegó a electrificarse un tramo de unos 55 kilómetros de longitud debido a las dificultades orográficas que existían en la zona, lo que aconsejaba el uso de tracción eléctrica para los pesados convoyes. En 1956 la explotación ferroviaria pasó a manos del Estado, situación que se mantuvo durante los siguientes años. 
La línea férrea se mantuvo operativa hasta 1970, fecha en la que fue clausurada al tráfico por falta de rentabilidad económica. Tras la clausura de la línea, el trazado fue desmantelado y las infraestructuras quedaron abandonadas en su mayor parte, siendo derribadas algunas estaciones. En otros casos han sido restauradas y rehabilitadas para usos diversos.

## Historia

### Orígenes
Durante el último tercio del siglo XIX la cuenca carbonífera de Peñarroya-Belmez-Espiel vivió un gran auge con la apertura de numerosas minas e instalaciones de carácter minero-industrial. En este proceso la Sociedad Minera y Metalúrgica de Peñarroya (SMMP) tuvo un importante papel, llegando a controlar buena parte de los yacimientos de la zona. El ferrocarril ya había llegado a la cuenca minera con la inauguración de la línea Almorchón-Belmez en 1868 y la línea Córdoba-Belmez en 1873, ambas de ancho ibérico. No obstante, la SMMP apostó por construir su propio trazado, que le permitiera conectar por tren las diversas instalaciones que poseía en Sierra Morena. La sociedad «Peñarroya» llegó a planear la construcción de una línea férrea de gran longitud que enlazase Llerena con Linares a través de Peñarroya, si bien en un principio acabaría apostando por un trazado que fuese de Peñarroya a Fuente del Arco. La compañía «Peñarroya» buscaba con ello enlazar sus distintos yacimientos e instalaciones mineras, así como el importante distrito minero Linares-La Carolina. En 1891 administración otorgó a SMMP la concesión para construir este ferrocarril.

### Construcción

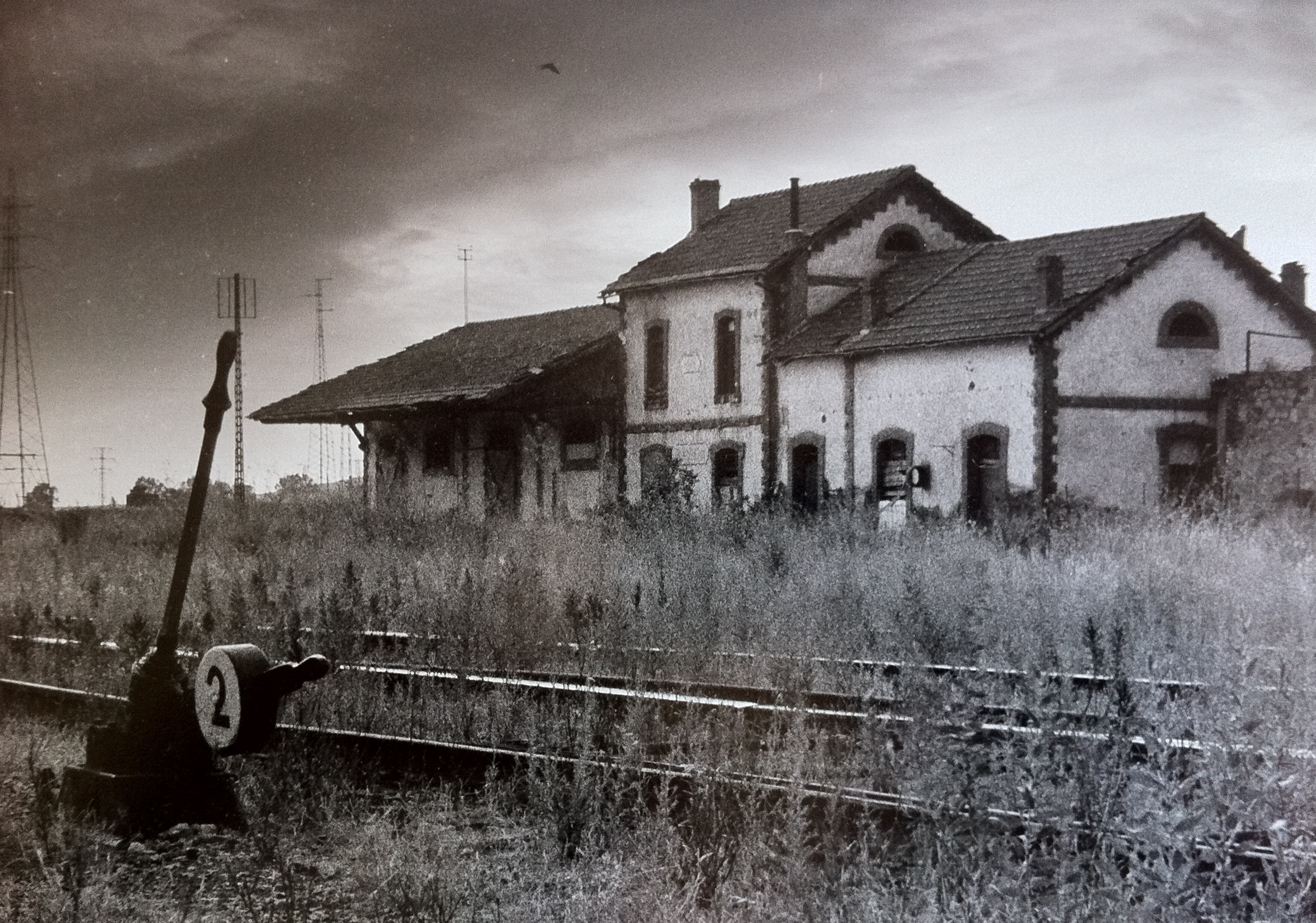
La estación de Peñarroya, donde enlazaban los trazados de la SMMP.

La construcción del trazado Peñarroya-Fuente del Arco comenzó en 1893 y avanzó a buen ritmo. El 23 de junio de 1895 circuló el primer tren, si bien los servicios regulares no comenzaron hasta el 25 de agosto. Debido al auge que estaba teniendo la minería en la zona no pasó mucho tiempo hasta que SMMP vio la necesidad de prolongar el trazado desde Peñarroya a Pozoblanco y desde esta localidad hasta Conquista, punto cerca del cual existía una importante explotación minera. 
El trazado Peñarroya-Pozoblanco fue inaugurado el 5 de agosto de 1906, mientras que la sección entre Pozoblanco y Conquista lo sería un año después, el 3 de julio de 1907. La SMMP acabaría solicitando una concesión para construir un tramo intermedio entre Conquista y Puertollano, que le fue otorgada en julio de 1918. No obstante, los trabajos de construcción se retrasaron considerablemente debido a la crisis que siguió al final de la Primera Guerra Mundial, por lo que el trazado no se inauguró hasta 1927. Con ello, todos los yacimientos mineros de la compañía SMMP quedaron conectados por ferrocarril. En la zona de Sierra Morena la línea presentaba un duro perfil que hacía muy complicada la circulación de convoyes. Este tramo también fue electrificado, permitiendo así la tracción eléctrica. 
El trazado principal entre Fuente del Arco y Puertollano contaba con una prolongación que iba desde Puertollano a San Quintín pasando por Almodóvar del Campo. Este otro ferrocarril se abrió en dos tramos: desde Puertollano a Almodóvar del Campo, en 1899, y desde este a San Quintín, en 1903. Existían además otros dos ferrocarriles de distinto ancho que dependían de la línea principal, partiendo desde Puertollano: una línea de 640 mm que iba hasta «Mina Asdrúbal», y otra línea de 750 mm de ancho y 76 km de largo que terminaba en Valdepeñas. En Puertollano las instalaciones de «Peñarroya» se encontraba en las cercanías de la estación de MZA.

### Explotación
El trazado no fue abierto al transporte de viajeros hasta 1902, tras recibir autorización del Estado, debido a las peticiones realizadas por las poblaciones de la zona. Una vez consolidada la construcción de los trazados, a comienzos de la década de 1920 el ferrocarril disponía de un parque móvil de 4 locomotoras de vapor y 56 vagones de transporte y/o mercancías. Durante el período de la Primera Guerra Mundial y los años que siguieron el tráfico atravesó una importante expansión. En 1923-1924 la línea pasó a ser explotada directamente por la Compañía de los Ferrocarriles de Peñarroya y Puertollano, una filial de SMMP. Durante la Guerra Civil el ferrocarril quedó dividido entre ambos contendientes, cuando las fuerzas sublevadas se hicieron con el control de Peñarroya y la zona de Extremadura. La explotación de la línea continuó bajo control de SMMP hasta mediados de la década de 1950, cuando la progresiva falta de rentabilidad de la misma llevó a una situación difícil.
A partir del 30 de enero de 1956 la línea pasó a ser explotada por el Estado, primero a través de Explotación de Ferrocarriles por el Estado (EFE), y posteriormente por Ferrocarriles Españoles de Vía Estrecha (FEVE). Bajo gestión estatal se incorporaron automotores diésel para el tráfico de pasajeros, si bien las infraestructuras no sufrieron una modernización integral. Durante la década de 1960 el tráfico de pasajeros y mercancías continuó cayendo, al tiempo que los yacimientos mineros de la zona que atendía el trazado iban cerrando uno tras otro. El 1 de agosto de 1970 la línea férrea fue clausurada por no ser económicamente rentable.

## Estado actual
Tras la clausura del ferrocarril se produjo el levantamiento de la vía y el desmantelamiento de algunas infraestrucutras. En su mayoría las estaciones quedaron abandonadas y sin servicio, si bien algunas han sido rehabilitadas para otros usos. El complejo ferroviario de Puertollano no se conserva, ya que fue desmantelado completamente. En época reciente se ha intentado que algunos de los tramos de la línea se acondicionen para crear una vía verde, mientras que algunas antiguas estaciones se encuentran en proceso de ser reformadas y utilizadas como alojamiento rural, entre otros fines. Una sección de 14 kilómetros del antiguo trazado, comprendida entre el límite municipal Belmez-Hinojosa del Duque y la estación de El Soldado, ha sido rehabilitada para uso recreativo dentro de la conocida como la Vía Verde de la Minería. Dentro del casco urbano de Peñarroya-Pueblonuevo se ha recuperado una sección de 3,2 kilómetros en la denominada Vía verde de Peñarroya-Pueblonuevo. Asimismo, el tramo comprendido entre Fuente del Arco y Azuaga (Badajoz) se ha rehabilitado también como vía verde. A la altura de la antigua estación de Berlanga han colocado un merendero para que ciclistas y senderistas puedan descansar y reponer fuerzas.

## Trazado y características
La línea principal del ferrocarril llegó a contar con un trazado de unos 216 kilómetros y un ancho métrico, por tratarse de una línea de carácter minero. Existieron numerosos ramales para atender los cargaderos e instalaciones mineras que existían por la zona. Coexistían dos kilometrajes dentro del mismo trazado, siendo Peñarroya el punto kilométrico cero en ambas direcciones. La vía transitaba en algunos puntos por zonas de pendiente suave, como el valle de los Pedroches, si bien en otras partes predominaba una orografía complicada asociada con el sistema de Sierra Morena. El tramo de mayor dificultad orográfica fue el comprendido entre Conquista y Puertollano, con pendientes que en algunos casos alcanzaban las 30 milésimas.
Para salvar los accidentes geográficos se levantaron numerosos puentes, viaductos y túneles, especialmente en el complicado tramo Conquista-Puertollano. Esta sección también se electrificó para permitir el uso de potentes locomotoras eléctricas.
El ferrocarril contaba con enlaces a las líneas de ancho ibérico de Sevilla-Zafra-Mérida (a través de Fuente del Arco), y la de Ciudad Real-Badajoz (a través de Puertollano), ambas propiedad de MZA. También existía una conexión con las líneas de «Andaluces». De hecho, el primer tramo inaugurado entre Peñarroya y Fuente del Arco (1895) tenía como objetivo conectar con el puerto de Sevilla —a través de la línea de ancho ibérico— para así dar salida a sus productos. El movimiento del enorme tráfico de mercancías llevó a que posteriormente se ampliaran los tramos hacia Puertollano y otros puntos.
Las principales instalaciones ferroviarias se encontraban sitas en Peñarroya, cuyo complejo albergaba numerosas instalaciones, una estación de viajeros, oficinas administrativas, muelles y almacenes de mercancías, una ampla playa de vías para labores de clasificación, depósitos de agua, placas giratorias, cocheras para locomotoras, talleres generales, etc.